# Glukuronilgalaktozilproteoglikan 4-b-N-acetilgalaktozaminiltransferaza
Glukuronilgalaktozilproteoglikan 4-b--acetilgalaktozaminiltransferaza (EC 2.4.1.174, N-acetilgalaktozaminiltransferaza I, glukuronilgalaktozilproteoglikan beta-1,4--acetilgalaktozaminiltransferaza, uridin difosfoacetilgalaktozamin-hondroitin acetilgalaktozaminiltransferaza I, UDP-N-acetil--galaktozamin:-glukuronil-1,3-beta-D-galaktozil-proteoglikan beta-1,4--acetilgalaktozaminiltransferaza) je enzim sa sistematskim imenom UDP-N-acetil-D-galaktozamin:-glukuronil-(1->3)-beta--galaktozil-proteoglikan 4-beta-N-acetilgalaktozaminiltransferaza. Ovaj enzim katalizuje sledeću hemijsku reakciju
UDP--acetil--galaktozamin + beta-D-glukuronil-(1->3)-D-galaktozil-proteoglikan {\displaystyle \rightleftharpoons } UDP + N-acetil--galaktozaminil-(1->4)-beta-D-glukuronil-(1->3)-beta--galaktozilproteoglikan
Za dejstvo ovog enzima je neophodan Mn2+.

## Literatura
- Nicholas C. Price; Lewis Stevens (1999). Fundamentals of Enzymology: The Cell and Molecular Biology of Catalytic Proteins (Third изд.). USA: Oxford University Press. ISBN 019850229X.
- Eric J. Toone (2006). Advances in Enzymology and Related Areas of Molecular Biology, Protein Evolution (Volume 75 изд.). Wiley-Interscience. ISBN 0471205036.
- Branden C; Tooze J. Introduction to Protein Structure. New York, NY: Garland Publishing. ISBN 0-8153-2305-0.
- Irwin H. Segel. Enzyme Kinetics: Behavior and Analysis of Rapid Equilibrium and Steady-State Enzyme Systems (Book 44 изд.). Wiley Classics Library. ISBN 0471303097.

## Spoljašnje veze
- Glucuronylgalactosylproteoglycan+4-beta-N-acetylgalactosaminyltransferase на 